# Jasid
Jasid (חסיד, 'piadoso'; plural חסידים Jasidim) es un término judío. Desde el siglo XVIII se usa comúnmente para referirse a los seguidores del judaísmo jasídico aunque también se ha utilizado para otros movimientos judíos:
- los 'Jasideanos' que fueron aliadas de los macabeos alrededor del siglo II a. C., durante su revuelta contra los seléucidas, y más tarde sus oponentes.[3]
- los Jasidey Ashkenaz, un movimiento místico-ético alemán ascético de los siglos XII y XIII (Eleazar de Worms; Sefer Jasidim; también Saadia Gaon y Abraham Zacuto).[cita requerida]